# U.S. Route 42
La U.S. Route 42 (US 42) est une US Route ouest–est adoptant plutôt une orientation du sud-ouest au nord-est sur 350 miles (560 km) entre Louisville, Kentucky et Cleveland, Ohio.
L'I-71 a complètement remplacé la US 42 comme route interurbaine au début des années 1960 dans la région, reléguant la US 42 à son rôle actuel de route locale. Le tracé de la US 42 demeure intact depuis sa création; aucun segment n'a été dérouté sur une autre route.
Malgré sa numérotation paire, la US 42 est indiquée comme nord–sud en Ohio.

## Description du tracé
|       | mi     | km     |
| ----- | ------ | ------ |
| KY    | 105,00 | 168,95 |
| OH    | 244,92 | 394,19 |
| Total | 349,92 | 563,14 |

### Kentucky
La US 42 débute à Louisville, Kentucky et se dirige vers le nord-est. Elle atteint Prospect et Carrollton, où elle longe la rivière Ohio jusqu'au nord-est de Warsaw. Elle s'en éloigne et est parallèle à l'I-71 puis au multiplex I-71 / I-75. Elle entre dans la région de Covington en passant par Union, Florence et Fort Mitchell avant d'atteindre le centre-ville de Covington. Elle traverse la région en multiplex avec la US 25 et la US 127. Le multiplex formé des trois routes traverse la rivière Ohio, marquant la frontière entre le Kentucky et l'Ohio.

### Ohio
La US 42 s'étend sur près de 245 miles (394 km) en Ohio. Elle est catégorisée à 59,3 % rurale et 40,7 % urbaine. La route débute à Cincinnati, en multiplex avec la US 25 et la US 127. Au centre-ville, la US 42 se sépare et se dirige vers l'est, puis vers le nord-est. Elle est parallèle à l'I-71 et l'I-75 et se trouve entre les deux autoroutes. La route se dirige vers le nord-est et passe par Lebanon, Waynesville, Xenia, London, Plain City, Delaware, Mansfield, Ashland et Medina. À Medina, elle bifurque vers le nord pour traverser Brunswick et Strongsville, en banlieue de Cleveland.
Le terminus est de la US 42 se trouve à l'intersection entre Superior Avenue et Ontario Street au milieu de Public Square au centre-ville de Cleveland. Cette intersection agit également comme terminus ouest pour la US 322 ainsi que la US 422.

## Intersections majeures
Kentucky
 US 31E / US 60 à Louisville. La US 42 / US 60 forment un multiplex dans la ville.
 I-64 à Louisville
 I-264 aux limites entre Louisville et Northfield
 I-265 à Prospect
 US 421 à Bedford. Les routes forment un multiplex dans la ville.
 US 127 à l'est de Warsaw. Les routes forment un multiplex jusqu'à Cincinnati, Ohio.
 I-71 / I-75 à Florence
 US 25 à Florence. Les routes forment un multiplex jusqu'à la frontière de l'Ohio.
 I-275 à Crestview Hills
 I-71 / I-75 à Fort Mitchell
 I-71 / I-75 à Covington
Ohio
 US 27 / US 52 à Cincinnati. Les routes forment un multiplex dans la ville.
 US 22 / US 50 à Cincinnati. La US 22 / US 42 forment un multiplex dans la ville.
 I-71 à Cincinnati
 I-275 à Sharonville
 US 35 à Xenia
 US 68 à Xenia
 US 40 à Lafayette
 I-70 au nord de Lafayette
 US 33 à New California
 US 23 à Delaware. Les routes forment un multiplex dans la ville.
 US 36 à Delaware. Les routes forment un multiplex dans la ville.
 US 30 à Mansfield
 US 250 à Ashland. Les routes forment un multiplex dans la ville.
 US 224 à Lodi. Les routes forment un multiplex dans la ville.
 I-80 à Strongsville
 I-71 à Middleburg Heights
 I-71 à Cleveland
 I-90 à Cleveland
 US 6 / US 20 à Cleveland. Les routes forment un multiplex dans la ville.
 US 322 / US 422 à Cleveland